# 台糖長榮酒店

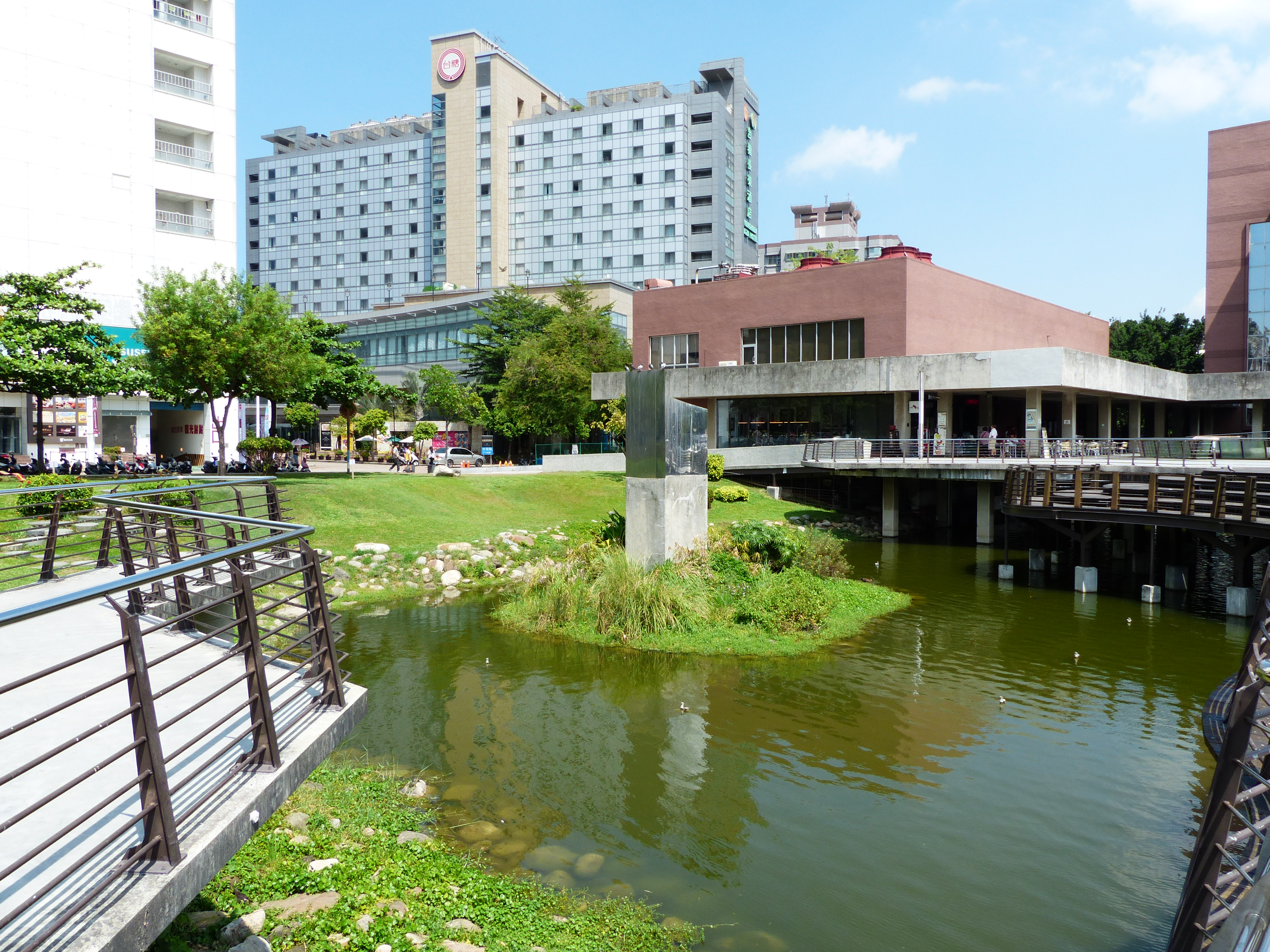
從臺南文化中心望向台糖長榮酒店

台糖長榮酒店、全名台糖長榮酒店（台南），是台糖公司出資、長榮桂冠酒店經營管理的酒店，位於臺南市東區。

## 概述
酒店於1995年開始規劃，1999年動工興建、2001年5月與長榮酒店國際連鎖舉行委託管理簽約儀式，2004年2月開幕。營運基地面積為5,377平方公尺、總樓地板面積37,342.19平方公尺；樓高12層、地下4層，總高47公尺、197間客房、中西式餐廳酒吧、音樂餐廳、國際宴會廳等，另外設有景觀游泳池、健身俱樂部、三溫暖及SPA等健身休閒設施。

### 評鑑
- 交通部觀光局首次星級旅館評鑑為「五星級」酒店[1]
- 長榮國際連鎖酒店，獲《遠見雜誌》評選商務連鎖旅館「卓越服務獎」
- 2011年行政院衛生署「餐飲業食品安全管制系統衛生評鑑」（HACCP）[2]

### 入住/離住登記時間
check-in
時間：16：00

check-out
時間：11：00

## 交通
鄰近台南市立文化中心、國道一號仁德交流道及台南機場，另有大台南公車111路及高鐵快捷公車【H62】（奇美線），分別聯絡高雄國際航空站及高鐵台南站。

## 外部連結
- 台糖長榮酒店 (台南) （页面存档备份，存于）
  - 台糖長榮酒店（台南）EVERGREEN PLAZA HOTEL (TAINAN)的Facebook專頁
- 台糖長榮酒店(台南)   臺灣旅宿網 （页面存档备份，存于）